# Celeirós (Braga)

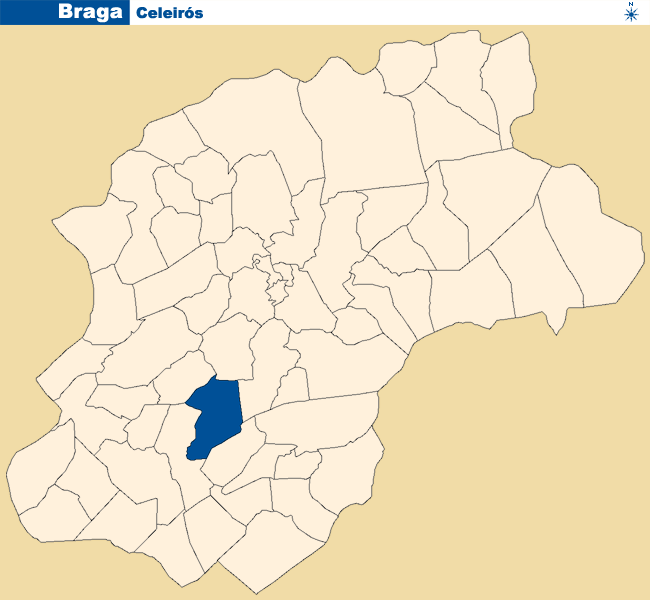

Celeirós é uma povoação portuguesa do Município de Braga que foi sede da extinta Freguesia de Celeirós, freguesia que tinha 2,8 km² de área e 3289 habitantes (2011), e, por isso, uma densidade populacional de 1174,6 hab./km².
A Freguesia de Celeirós foi extinta em 2013, no âmbito de uma reforma administrativa nacional, tendo sido agregada às freguesias de Aveleda e Vimieiro, para formar uma nova freguesia denominada União das Freguesias de Celeirós, Aveleda e Vimieiro da qual é a sede.

## População
| População da freguesia de Celeirós (1864 – 2011) | População da freguesia de Celeirós (1864 – 2011) | População da freguesia de Celeirós (1864 – 2011) | População da freguesia de Celeirós (1864 – 2011) | População da freguesia de Celeirós (1864 – 2011) | População da freguesia de Celeirós (1864 – 2011) | População da freguesia de Celeirós (1864 – 2011) | População da freguesia de Celeirós (1864 – 2011) | População da freguesia de Celeirós (1864 – 2011) | População da freguesia de Celeirós (1864 – 2011) | População da freguesia de Celeirós (1864 – 2011) | População da freguesia de Celeirós (1864 – 2011) | População da freguesia de Celeirós (1864 – 2011) | População da freguesia de Celeirós (1864 – 2011) | População da freguesia de Celeirós (1864 – 2011) |
| ------------------------------------------------ | ------------------------------------------------ | ------------------------------------------------ | ------------------------------------------------ | ------------------------------------------------ | ------------------------------------------------ | ------------------------------------------------ | ------------------------------------------------ | ------------------------------------------------ | ------------------------------------------------ | ------------------------------------------------ | ------------------------------------------------ | ------------------------------------------------ | ------------------------------------------------ | ------------------------------------------------ |
| 1864                                             | 1878                                             | 1890                                             | 1900                                             | 1911                                             | 1920                                             | 1930                                             | 1940                                             | 1950                                             | 1960                                             | 1970                                             | 1981                                             | 1991                                             | 2001                                             | 2011                                             |
| 670                                              | 654                                              | 789                                              | 827                                              | 858                                              | 741                                              | 906                                              | 1 054                                            | 1 200                                            | 1 541                                            | 1 853                                            | 2 394                                            | 2 814                                            | 2 998                                            | 3 289                                            |

## Localização
Situa-se 5 km a sul do centro de Braga e é atravessada pelo Rio Este.
A população de Celeirós era de 3289 habitantes em 2011 (Dados do INE).

## Actualidade
É uma localidade normalmente conhecida pelo seu grande complexo industrial assim como pelas tradições religiosas.
Anualmente a povoação é palco da procissão dos Passos (Março ou Abril, dependendo da data oficial da Páscoa) que comemora a ressurreição de Jesus Cristo.
Em Celeirós está localizado o Mercado Abastecedor da Região do Noroeste.